# Себастьян Грісбек
Себастьян Грісбек (нім. Sebastian Griesbeck, нар. 3 жовтня 1990, Ульм, Німеччина) — німецький футболіст, опорний півзахисник клубу «Гройтер Фюрт».

## Ігрова кар'єра
Уродженець міста Ульм Себастьян Грісбек починав займатися футболом у місцевому клубі «Ульм 1846». З 2010 року футболіст виступав за основу команди. Вілтку 2013 року Грісбек перейшов до клубу Третього дивізіону «Гайденгайм» і в липні того року зіграв першу гру у новій команді.
Після восьми сезонів у команді, у 2020 році Грісбек як вільний агент перейшов до клубу Бундесліги - столичного «Уніона». В команді Грісбек відіграв один сезон і вже у 2021 році приєднався до клубу «Гройтер Фюрт», який вийшов до Бундесліги. З клубом Грісбек підписав дворічний контракт. Але вже за результатами першого ж сезону команда повернулася до Другої Бундесліги.

## Приватне життя
Дружина Себастьяна Кетрін Гендріх також професійна футболістка.